# Genoa Cricket and Football Club 2013-2014
Questa voce raccoglie le informazioni riguardanti il Genoa Cricket and Football Club nelle competizioni ufficiali della stagione 2013-2014.

## Stagione
L'estate 2013 si caratterizza per l'arrivo in panchina di Fabio Liverani, al debutto in veste di allenatore. L'ex calciatore del Palermo conosce - per altro - un avvio in salita: subito eliminato nel terzo turno della Coppa Italia nel derby con lo Spezia (3-2) ai calci di rigore, non totalizza alcun punto nei primi 180' di campionato. L'unico acuto della sua parentesi è la vittoria nel derby, cui segue l'esonero a distanza di 2 settimane.
Il suo addio spiana la strada al ritorno - dopo un triennio - di Gian Piero Gasperini che non tarda a ottenere risultati migliori. Spicca, in particolare, il successo (1-0) sull'Inter al principio del girone di ritorno: i 3 punti contro i nerazzurri mancavano, in Campionato, dal 6 novembre 1994. Il Genoa finisce il campionato in 14ª posizione con 44 punti, raggiungendo con sufficiente anticipo l'obiettivo della salvezza.

## Divise e sponsor
Esattamente come l'anno scorso il Genoa mantiene Lotto Sport Italia come sponsor tecnico e lo sponsor delle maglie è iZiPlay.
| Casa | Trasferta |

## Organigramma societario
Aggiornato al 18 agosto 2013.
Organigramma società
- Presidente: Enrico Preziosi
- Vicepresidente Esecutivo: Antonio Rosati
- Vicepresidente: Gianni Blonet
- Amministratore Delegato: Alessandro Zarbano
- Direttore Generale: Nicola Bignotti
- Direttore Sportivo: Daniele Delli Carri
- Segretario Generale: Diodato Abagnara
- Resp. Amm. Pianificazione e Controllo: Flavio Ricciardella
- Marketing Manager: Daniele Bruzzone
- Responsabile Attività Comunicazione: Dino Storace
- Team Manager: Fabio Pinna
- Responsabile Biglietteria: Marco Trucco
- Dirigente Addetto all'Arbitro: Daniele Grieco
- Responsabile Sicurezza Stadio: Matteo Sanna
- Responsabile Stewarding: Roberto Lagomarsino

Staff tecnico
- Allenatore: Fabio Liverani, poi Gian Piero Gasperini
- Vice allenatore: Roberto Murgita, poi Tullio Gritti
- Collaboratore tecnico: Marcello Donatelli, poi Roberto Murgita
- Preparatori atletici: Alessandro Pilati, Maurizio Cantarelli
- Preparatori portieri: Gianluca Spinelli, Alessio Scarpi

Settore medico
- Responsabile sanitario: Pietro Gatto
- Medico sociale: Marco Stellatelli
- Rieducatore: Paolo Barbero
- Massofisioterapisti: Fabio Della Monica, Saverio Quercia, Jean Michel Trinchero

Settore giovanile
- Responsabile Organizzativo: Michele Sbravati
- Direttore Sportivo: Francesco Bega

## Rosa
Rosa e numerazione sono aggiornati al 30 dicembre 2014.
| N. |                      | Ruolo | Calciatore                     |
| -- | -------------------- | ----- | ------------------------------ |
| 1  | Italia (bandiera)    | P     | Mattia Perin                   |
| 2  | Mali (bandiera)      | D     | Alassane També'                |
| 2  | Italia (bandiera)    | D     | Mario Sampirisi                |
| 3  | Italia (bandiera)    | D     | Luca Antonini                  |
| 4  | Francia (bandiera)   | D     | Sebastian De Maio              |
| 5  | Italia (bandiera)    | D     | Alessandro Gamberini           |
| 8  | Italia (bandiera)    | C     | Davide Biondini                |
| 8  | Argentina (bandiera) | D     | Nicolás Burdisso               |
| 9  | Romania (bandiera)   | A     | Adrian Stoian                  |
| 10 | Italia (bandiera)    | C     | Francesco Lodi                 |
| 10 | Italia (bandiera)    | A     | Giuseppe Sculli                |
| 11 | Italia (bandiera)    | A     | Alberto Gilardino              |
| 13 | Italia (bandiera)    | D     | Luca Antonelli (vice capitano) |
| 14 | Ghana (bandiera)     | C     | Isaac Cofie                    |
| 15 | Italia (bandiera)    | D     | Giovanni Marchese              |
| 16 | Italia (bandiera)    | A     | Emanuele Calaiò                |
| 18 | Grecia (bandiera)    | C     | Giannīs Fetfatzidīs            |

| N. |                       | Ruolo | Calciatore                   |
| -- | --------------------- | ----- | ---------------------------- |
| 19 | Italia (bandiera)     | C     | Jami Rafati                  |
| 20 | Croazia (bandiera)    | D     | Šime Vrsaljko                |
| 21 | Italia (bandiera)     | D     | Thomas Manfredini            |
| 21 | Italia (bandiera)     | D     | Marco Motta                  |
| 23 | Italia (bandiera)     | A     | Tiberio Velocci              |
| 26 | Argentina (bandiera)  | C     | Ricardo Centurión            |
| 27 | Brasile (bandiera)    | C     | Matuzalém                    |
| 29 | Italia (bandiera)     | D     | Paolo De Ceglie              |
| 32 | Italia (bandiera)     | P     | Antonio Donnarumma           |
| 33 | Slovacchia (bandiera) | C     | Juraj Kucka                  |
| 53 | Argentina (bandiera)  | P     | Albano Bizzarri              |
| 69 | Italia (bandiera)     | C     | Stefano Sturaro              |
| 77 | Senegal (bandiera)    | A     | Pape Moussa Konaté           |
| 79 | Svizzera (bandiera)   | C     | Cabral                       |
| 90 | Italia (bandiera)     | D     | Daniele Portanova (capitano) |
| 91 | Italia (bandiera)     | C     | Andrea Bertolacci            |
| 94 | Francia (bandiera)    | D     | Allan Junior Blaze           |

## Risultati

### Serie A

#### Girone di andata
| Arbitro: | Guida (Torre Annunziata) |

|                            |           |  |
| Nagatomo 75’ Palacio 90+2’ | Marcatori |  |

| Arbitro: | Celi (Bari) |

|                               |           |                                                        |
| Gilardino 54’ Lodi 60’ (rig.) | Marcatori | 10’ Aquilani 14’, 55’ G. Rossi 41’, 90+4’ (rig.) Gómez |

| Arbitro: | Rizzoli (Bologna) |

|  |           |                                 |
|  | Marcatori | 9’ Antonini 50’ Calaiò 66’ Lodi |

| Genova 22 settembre 2013, ore 15:00 CET 4ª giornata | Genoa                | 0 – 0 referto | Livorno | Stadio Luigi Ferraris (18.956 spett.)\| Arbitro: \| Giacomelli (Trieste) \| |
| Arbitro:                                            | Giacomelli (Trieste) |               |         |                                                                             |

| Arbitro: | Orsato (Schio) |

|               |           |  |
| Di Natale 79’ | Marcatori |  |

| Arbitro: | Damato (Barletta) |

|  |           |                 |
|  | Marcatori | 14’, 25’ Pandev |

| Arbitro: | Calvarese (Teramo) |

|                |           |                         |
| Barrientos 59’ | Marcatori | 87’ (aut.) Legrottaglie |

| Arbitro: | Mazzoleni (Bergamo) |

|                    |           |                 |
| Gilardino 22’, 50’ | Marcatori | 47’ Bentivoglio |

| Arbitro: | Doveri (Roma 1) |

|                            |           |  |
| Vidal 23’ (rig.) Tévez 36’ | Marcatori |  |

| Arbitro: | Russo (Nola) |

|               |           |  |
| Gilardino 57’ | Marcatori |  |

| Arbitro: | Tommasi (Bassano del Grappa) |

|  |           |                                |
|  | Marcatori | 60’ Kucka 72’ (rig.) Gilardino |

| Arbitro: | Cervellera (Taranto) |

|                         |           |  |
| Portanova 30’ Kucka 35’ | Marcatori |  |

| Arbitro: | Gervasoni (Mantova) |

|         |           |                     |
| Kaká 4’ | Marcatori | 8’ (rig.) Gilardino |

| Arbitro: | Peruzzo (Schio) |

|              |           |             |
| Biondini 69’ | Marcatori | 7’ Farnerud |

| Arbitro: | Giacomelli (Trieste) |

|                |           |               |
| Sau 76’, 90+2’ | Marcatori | 16’ Gilardino |

| Arbitro: | Banti (Livorno) |

|                |           |               |
| Bertolacci 72’ | Marcatori | 90+4’ De Luca |

| Arbitro: | Massa (Imperia) |

|              |           |  |
| Diamanti 57’ | Marcatori |  |

| Arbitro: | Rocchi (Firenze) |

|                                     |           |  |
| Gilardino 28’ (rig.) Bertolacci 45’ | Marcatori |  |

| Arbitro: | Calvarese (Teramo) |

|                                               |           |  |
| Florenzi 25’ Totti 30’ Maicon 43’ Benatia 52’ | Marcatori |  |

#### Girone di ritorno
| Arbitro: | Rizzoli (Bologna) |

|               |           |  |
| Antonelli 83’ | Marcatori |  |

| Arbitro: | Tommasi (Bassano del Grappa) |

|                               |           |                                               |
| Aquilani 33’ (rig.), 42’, 57’ | Marcatori | 27’ (rig.) Gilardino 34’ Antonini 77’ De Maio |

| Arbitro: | Valeri (Roma) |

|  |           |              |
|  | Marcatori | 24’ M. López |

| Arbitro: | Gervasoni (Mantova) |

|  |           |               |
|  | Marcatori | 10’ Antonelli |

| Arbitro: | Tagliavento (Terni) |

|                               |           |                                           |
| Konaté 45’ Gilardino 69’, 79’ | Marcatori | 35’ Basta 40’ Fernandes 48’ (rig.) Muriel |

| Arbitro: | Banti (Livorno) |

|             |           |            |
| Higuaín 18’ | Marcatori | 84’ Calaiò |

| Arbitro: | Irrati (Pistoia) |

|                           |           |  |
| Antonelli 14’ Sturaro 85’ | Marcatori |  |

| Arbitro: | Gervasoni (Mantova) |

|                                  |           |               |
| Paloschi 5’ (rig.), 90+3’ (rig.) | Marcatori | 88’ Gilardino |

| Arbitro: | Mazzoleni (Bergamo) |

|  |           |           |
|  | Marcatori | 89’ Pirlo |

| Arbitro: | Tommasi (Bassano del Grappa) |

|               |           |           |
| Schelotto 31’ | Marcatori | 21’ Cofie |

| Arbitro: | Peruzzo (Vicenza) |

|                               |           |  |
| Gilardino 65’ Fetfatzidīs 83’ | Marcatori |  |

| Arbitro: | Celi (Bari) |

|                                |           |  |
| Donadel 35’ L. Toni 88’, 90+4’ | Marcatori |  |

| Arbitro: | Banti (Livorno) |

|                    |           |                       |
| Abbiati 73’ (aut.) | Marcatori | 20’ Taarabt 57’ Honda |

| Arbitro: | Mariani (Aprilia) |

|                              |           |               |
| Immobile 90'+2’ Cerci 90'+3’ | Marcatori | 85’ Gilardino |

| Arbitro: | Celi (Bari) |

|            |           |                    |
| De Maio 3’ | Marcatori | 37’ Sau 82’ Ibarbo |

| Arbitro: | Peruzzo (Schio) |

|             |           |               |
| De Luca 82’ | Marcatori | 27’ De Ceglie |

| Genova 4 maggio 2014, ore 15:00 CEST 36ª giornata | Genoa                    | 0 – 0 referto | Bologna | Stadio Luigi Ferraris\| Arbitro: \| Guida (Torre Annunziata) \| |
| Arbitro:                                          | Guida (Torre Annunziata) |               |         |                                                                 |

| Arbitro: | Gervasoni (Mantova) |

|                                                |           |                          |
| Floro Flores 16’, 89’ Biondini 66’ Sansone 86’ | Marcatori | 40’ Calaiò 76’ Gilardino |

| Arbitro: | Irrati (Pistoia) |

|                 |           |  |
| Fetfatzidīs 83’ | Marcatori |  |

### Coppa Italia

#### Truni preliminari
| Arbitro: | Orsato (Schio) |

|                                     |                      |                                           |
| Sansovini 39’ Ebagua 81’            | Marcatori            | 12’ Gilardino 90+4’ (rig.) Lodi           |
| Porcari Magnússon Madonna Sansovini | Tiri di rigore 3 – 2 | Floro Flores Bertolacci Kucka Konaté Lodi |

## Statistiche

### Statistiche di squadra
Aggiornato al 15 settembre 2014

| Competizione | Punti | In casa | In casa | In casa | In casa | In casa | In casa | In trasferta | In trasferta | In trasferta | In trasferta | In trasferta | In trasferta | Totale | Totale | Totale | Totale | Totale | Totale | DR |
| Competizione | Punti | G       | V       | N       | P       | Gf      | Gs      | G            | V            | N            | P            | Gf           | Gs           | G      | V      | N      | P      | Gf     | Gs     | DR |
| ------------ | ----- | ------- | ------- | ------- | ------- | ------- | ------- | ------------ | ------------ | ------------ | ------------ | ------------ | ------------ | ------ | ------ | ------ | ------ | ------ | ------ | -- |
| Serie A      | 44    | 19      | 8       | 5       | 6       | 23      | 19      | 19           | 3            | 7            | 9            | 18           | 31           | 38     | 11     | 11     | 16     | 41     | 50     | -9 |
| Coppa Italia | -     | 0       | 0       | 0       | 0       | 0       | 0       | 1            | 0            | 1            | 0            | 2            | 2            | 1      | 0      | 1      | 0      | 2      | 2      | 0  |
| Totale       | 44    | 19      | 8       | 5       | 6       | 23      | 19      | 20           | 3            | 8            | 9            | 20           | 33           | 39     | 11     | 12     | 16     | 43     | 52     | -9 |

### Andamento in campionato
| Giornata  | 1  | 2  | 3  | 4  | 5  | 6  | 7  | 8  | 9  | 10 | 11 | 12 | 13 | 14 | 15 | 16 | 17 | 18 | 19 | 20 | 21 | 22 | 23 | 24 | 25 | 26 | 27 | 28 | 29 | 30 | 31 | 32 | 33 | 34 | 35 | 36 | 37 | 38 |
| --------- | -- | -- | -- | -- | -- | -- | -- | -- | -- | -- | -- | -- | -- | -- | -- | -- | -- | -- | -- | -- | -- | -- | -- | -- | -- | -- | -- | -- | -- | -- | -- | -- | -- | -- | -- | -- | -- | -- |
| Luogo     | T  | C  | T  | C  | T  | C  | T  | C  | T  | C  | T  | C  | T  | C  | T  | C  | T  | C  | T  | C  | T  | C  | T  | C  | T  | C  | T  | C  | T  | C  | T  | C  | T  | C  | T  | C  | T  | C  |
| Risultato | P  | P  | V  | N  | P  | P  | N  | V  | P  | V  | V  | V  | N  | N  | P  | N  | P  | V  | P  | V  | N  | P  | V  | N  | N  | V  | P  | P  | N  | V  | P  | P  | P  | P  | N  | N  | P  | V  |
| Posizione | 17 | 19 | 14 | 13 | 14 | 15 | 16 | 15 | 16 | 13 | 8  | 7  | 7  | 7  | 8  | 9  | 9  | 9  | 10 | 10 | 11 | 11 | 10 | 11 | 11 | 11 | 11 | 12 | 13 | 13 | 13 | 13 | 13 | 13 | 13 | 13 | 14 | 14 |

Fonte:  Serie A – Classifiche, su sport.sky.it, Sky Sport. URL consultato il 7 settembre 2013 (archiviato dall'url originale l'11 settembre 2014).
Legenda:

Luogo: C = Casa; T = Trasferta. Risultato: V = Vittoria; N = Pareggio; P = Sconfitta.